# Feti Borova
Feti Adem Borova (Tirana, 10 gennaio 1931 – maggio 2005) è stato un cestista, allenatore di pallacanestro e dirigente sportivo albanese.

## Carriera

### Giocatore
Con l'Albania ha disputato i  Campionati europei del 1957.

### Allenatore
Al termine della carriera è stato apprezzato allenatore del 17 Nëntori, PBC Tirana e della nazionale albanese.

### Dirigente
Dal 1992 al 1995 è stato presidente della federazione cestistica albanese.
A lui è dedicato il palazzetto Parku Olimpik “Feti Borova” di Tirana.